# Haleigh Washington
Pour les articles homonymes, voir Washington.
Haleigh Washington est une joueuse américaine de volley-ball née le 22 septembre 1995 à Denver. Avec l'équipe des États-Unis, elle a remporté la médaille d'or du tournoi féminin aux Jeux olympiques d'été de 2020 à Tokyo.
Elle est ouvertement bisexuelle.